# حي السلام، الدقهلية
حي السلام هي إحدى القرى التابعة لمركز ميت سلسيل في محافظة الدقهلية في جمهورية مصر العربية. حسب إحصاءات سنة 2015، بلغ إجمالي السكان في حي السلام 150 نسمة، منهم 95 رجل و55 امرأة.